# Aleksandr Proškin
Aleksandr Proškin (Leningrado, 25 marzo 1940) è un regista sovietico.

## Filmografia parziale

### Regista
- Cholodnoe leto pat'desjat tret'ego... (1987)
- Russkij bunt (1999)
- Živi i pomni (2008)